# فريدي ميلر (ملاكم)
فريدي ميلر (بالإنجليزية: Freddie Miller)‏ مواليد 3 أبريل 1911 في سينسيناتي - الوفاة 8 مايو 1962، كان ملاكم أمريكي سابق صنّف ضمن فئة وزن الريشة.

## إحصائيات
خاض خلال مسيرته 252 نزالا، فاز في 210 وتعادل في 8 وخسر في 32. فاز بالضربة القاضية في 45 نزالا.

## روابط خارجية
- فريدي ميلر على موقع بوكس ريك (الإنجليزية) (registration required)